# Gaahl
Kristian Eivind Espedal (Sunnfjord, 7 de agosto de 1975), mais conhecido pelo seu nome artístico Gaahl, é um vocalista e pintor norueguês. Ele é mais conhecido como o ex-vocalista da banda norueguesa de black metal Gorgoroth. Ele também é o fundador e vocalista principal das bandas Trelldom e Gaahlskagg. Desde que deixou o Gorgoroth, ele esteve envolvido com God Seed, Wardruna e Gaahls Wyrd. Ele foi o foco do documentário True Norwegian Black Metal e também apareceu no filme Flukt.

## Infância
Gaahl nasceu em 1975 em Sunnfjord, uma região no condado de Sogn og Fjordane, Noruega. Ele passou sua juventude vivendo em um vale pouco povoado chamado Espedal, no município de Fjaler. Gaahl e sua família ainda têm residências no vale, embora ele passe grande parte do tempo em Bergen.

## Carreira

### Início da carreira (1993–1998)
Gaahl iniciou sua trajetória no black metal em 1993, quando co-fundou a banda Trelldom juntamente com dois conhecidos. Eles lançaram uma demo em março de 1994. O primeiro álbum do Trelldom, intitulado Til Evighet, no início de 1995. Em 1998, lançaram o álbum Til et Annet. Nesse mesmo ano, Gaahl também se envolveu com as bandas Sigfader e Gaahlskagg. Sigfader e Gaahlskagg lançaram um EP cada em 1999.

### Gorgoroth (1998–2007)
Gaahl ingressou no Gorgoroth em 1998 e foi ouvido pela primeira vez em seu quarto álbum, Destroyer, embora tenha cantado apenas na faixa-título. Ele fez sua estreia ao vivo em maio daquele ano, quando o Gorgoroth realizou cinco apresentações na Alemanha ao lado do Cradle of Filth.
O primeiro álbum do Gorgoroth a contar com Gaahl como vocalista principal foi Incipit Satan, gravado de julho a outubro de 1999. A música foi totalmente escrita pelos guitarristas Infernus e Tormentor, enquanto as letras foram escritas por Infernus e Gaahl; este último escreveu as letras da música-título e de "Ein Eim av Blod og Helvetesild". Este foi também o primeiro álbum do Gorgoroth a apresentar elementos de música industrial, dark ambient e noise.

Em 2002, Gaahl foi condenado a 12 meses de prisão por uma agressão que ocorreu em 2000, sendo ordenado a pagar à vítima 158.000 NOK (cerca de US$25.300). O Gorgoroth começou a gravar o álbum Twilight of the Idols em maio daquele ano. A prisão de Gaahl significou que ele não pôde gravar seus vocais até janeiro de 2003. O álbum foi lançado em julho do mesmo ano.

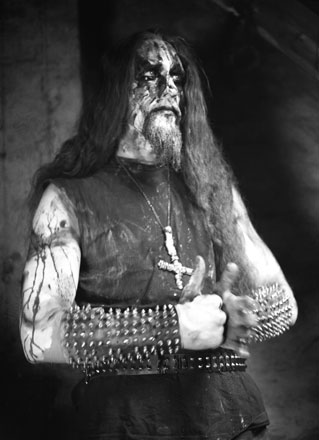
Gaahl em 2003.

Em fevereiro de 2004, o Gorgoroth realizou um concerto em Cracóvia, Polônia, que incluiu cabeças de ovelhas empaladas, símbolos satânicos e uma simulação de crucificação realizada por modelos nus banhados em sangue. Uma investigação policial ocorreu com alegações de ofensa religiosa (crime segundo a lei polonesa) e crueldade com animais. Embora essas acusações tenham sido consideradas, a banda não foi processada. A controvérsia levou a banda a ser removida da Nuclear Blast Tour, e as imagens do concerto foram confiscadas pela polícia. Após esse incidente, o Gorgoroth encerrou seu contrato com a gravadora.
Em maio de 2004, Gaahl recebeu novamente uma sentença de prisão, desta vez por agressão agravada. Ele apelou por uma redução da sentença, e em fevereiro de 2005 foi condenado novamente a catorze meses de prisão e ordenado a pagar à vítima 190.000 NOK (cerca de US$30.400) em compensação. O incidente ocorreu em fevereiro de 2002 durante uma festa na casa de Gaahl em Espedal, quando ele se envolveu em uma confrontação com um homem. Gaahl foi acusado de espancar gravemente o homem, torturando-o por longos períodos e coletando seu sangue em um copo, ameaçando fazê-lo beber. Gaahl afirmou: "Eu fui o atacado, mas eles acham que o puni muito severamente. Como sempre digo, quando as pessoas ultrapassam o meu limite, eu as aviso onde está o limite muitos passos antes, e ainda assim escolhem ultrapassá-lo, então serei eu a decidir qual será a punição deles". Ele também afirmou ter dado ao homem o copo "para que ele não fizesse tanta bagunça na minha casa com todo o sangue". Em março de 2006, Gaahl gravou os vocais para o próximo álbum do Gorgoroth, Ad Majorem Sathanas Gloriam. De acordo com membros da banda, ele esteve na prisão de abril a dezembro de 2006.

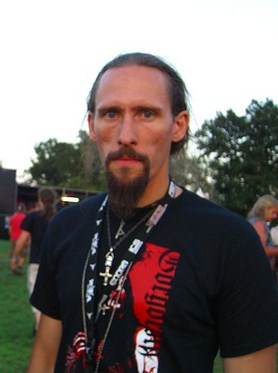
Gaahl em 2008

Em janeiro de 2007, Gaahl foi o foco de um documentário chamado True Norwegian Black Metal. Foi exibido em cinco partes na vbs.tv, a rede de transmissão da Vice Magazine, em abril. No documentário, Gaahl ofereceu aos cineastas um tour por sua casa em Espedal e pelos arredores. O documentário foi produzido pelo fotógrafo Peter Beste, que também participou dele.
Em maio de 2007, ele apareceu no terceiro álbum do Trelldom, Til Minne. Gaahl foi o único membro fundador da banda a aparecer no álbum, que contou com o guitarrista Valgard, baixista Stian, baterista Are e o tocador de hardingfele Egil Furenes.
Em outubro de 2007, Gaahl e King ov Hell tentaram remover o membro fundador Infernus do Gorgoroth, iniciando assim a disputa pelo nome Gorgoroth.

### Pós-Gorgoroth (2008-presente)

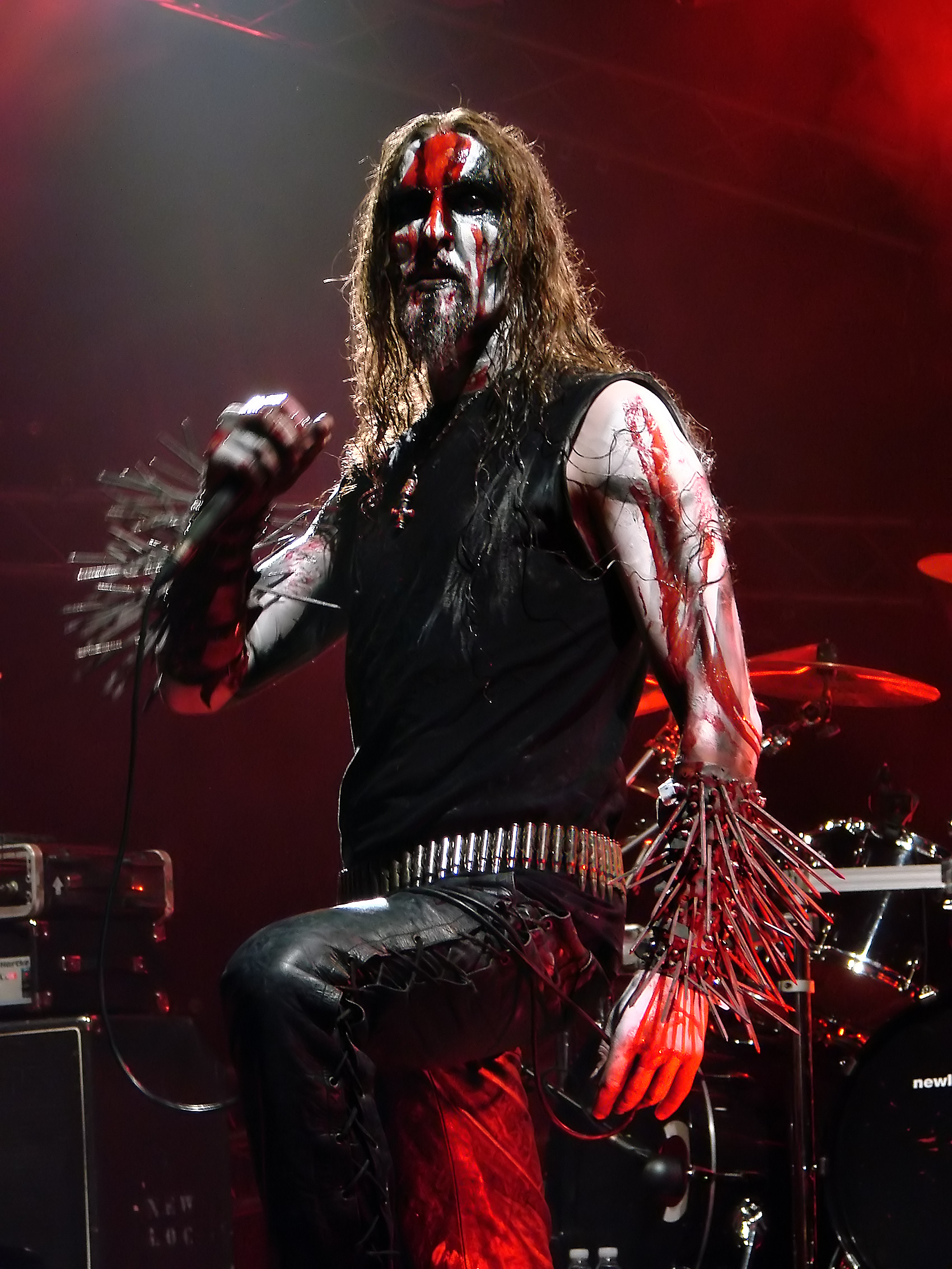
Gaahl mp Hellfest em 2008

Em julho de 2008, Gaahl revelou em uma entrevista online que estava envolvido no lançamento da Wynjo, uma coleção de moda iminente para mulheres, juntamente com o agente de modelos norueguês Dan De Vero e a designer Sonja Wu. Ao mesmo tempo, foi revelado que ele e De Vero tinham uma "relação próxima" desde 2006. Foi afirmado que não eram mais um casal, mas continuavam sendo bons amigos. Em uma entrevista para a edição de novembro de 2008 da revista Rock Hard, Gaahl confirmou sua homossexualidade.

Pouco depois, De Vero afirmou ter recebido ameaças de fãs de black metal, tanto em sua residência quanto por telefone e e-mail. Também foi alegado que uma briga havia ocorrido nos bastidores do Wacken Open Air de 2008, desencadeada por comentários homofóbicos. Supostamente, a pessoa que fez os comentários teve que ser hospitalizada. No entanto, Gaahl negou que alguém jamais tenha "dito algo depreciativo" a ele pessoalmente. Quando perguntado pela revista FaceCulture se ele acha que as pessoas o verão e sua música de maneira diferente agora que ele reconheceu publicamente sua homossexualidade, Gaahl respondeu:
"A humanidade é conhecida por ser de mente estreita, então ... talvez alguns [terão uma reação negativa]. Mas acho que vai equilibrar as coisas de alguma forma. Acredito que será positivo para alguns e negativo para outros. Sempre é bom ter um pouco de negatividade também. Caso contrário, acabaríamos com igualdade, e a igualdade é a pior coisa do mundo. A igualdade é estagnação. Não deixa nada crescer. Ela restringe."
Em março de 2009, a disputa pelo nome encerrou quando o Tribunal Distrital da Cidade de Oslo decidiu que Infernus era o legítimo proprietário do nome Gorgoroth. Também constatou que, ao tentar expulsar Infernus, Gaahl e King haviam se excluído da banda. Naquele mês, Gaahl e King assumiram o nome God Seed.

No início de 2009, Gaahl passou dois meses na Espanha. King afirmou em uma entrevista que Gaahl havia passado tempo na Espanha trabalhando em letras e arranjos vocais para o álbum de estreia do God Seed. No entanto, em outra entrevista em abril de 2009, King afirmou que:
"Já gravamos tudo em estúdio e estamos apenas esperando Gaahl colocar os vocais. Então, só falta os vocais e a mixagem final para tudo estar pronto. Às vezes é um pesadelo trabalhar com ele no estúdio por causa do orgulho que ele coloca nos detalhes mais pequenos. Se ele não estiver no humor certo ou não encontrar as palavras corretas, não conseguimos fazer nada. Às vezes, passei dias no estúdio contando segundos sem nada acontecer. É do mesmo jeito agora, mas eu sei que, no final, o resultado será único e poderoso."
No verão de 2009, o God Seed se apresentou no Hellfest Summer Open Air em junho e no With Full Force em julho. Em agosto, Gaahl revelou que havia deixado a banda. Seu companheiro de banda, King, posteriormente esclareceu que Gaahl havia escolhido se aposentar da música por enquanto. King colocou a banda 'em espera' como resultado.
Em janeiro de 2010, Gaahl foi contratado pela Den Nationale Scene em Bergen para interpretar o papel do deus nórdico Heimdall, filho de Odin, em Svartediket, uma apresentação para o Festival Internacional de Bergen de 2010. Isso causou controvérsia devido à postura anticristã de Gaahl e ao apoio a incêndios de igrejas. O Bispo de Bjørgvin se manifestou contra a participação de Gaahl.
Gaahl apareceu no filme de ação e suspense histórico norueguês de 2012, Flukt (Escape), estrelando como o arqueiro 'Grim'.
Em 2012, o God Seed se reformou e lançou seu álbum de estúdio de estreia, I Begin. A banda posteriormente fez seu último show em agosto de 2015.

Em setembro de 2015, Gaahl anunciou sua nova banda, Gaahls Wyrd, que fez sua primeira apresentação ao vivo no Blekkmetal Festival na Noruega em 13 de novembro de 2015. Em relação à formação da nova banda, Gaahl afirmou:
"Estou muito satisfeito com o que eu e Tom fizemos juntos. Criamos muitas boas músicas, mas acho que a diferença entre nós é provavelmente a razão pela qual comecei esta nova banda. Eu trouxe comigo uma dessas personagens da banda anterior, na qual criei muitas das minhas músicas favoritas."
Além de sua carreira musical, Gaahl também é pintor. Ele tem uma exposição de suas pinturas na Galleri Fjalar em sua cidade natal, Bergen.

## Vida pessoal e crenças
Gaahl é abertamente gay e um artista, tendo algumas de suas pinturas em exposição. Ele é vegetariano (embora uma fonte tenha afirmado o contrário) e é "contra drogas e a mentalidade do usuário de drogas".
Gaahl é praticante do xamanismo nórdico e é frequentemente visto usando um pingente de Mjölnir.

### Cristianismo e Satanismo
Gaahl é fortemente contra o cristianismo. Embora muitas vezes seja erroneamente considerado um satanista, ele se opõe a ser rotulado dessa forma. Em uma entrevista de 1995, ele afirmou: "Eu sou meu próprio Deus, assim como sou meu próprio Satanás. Então, não sou um satanista julgando por esses termos". Ele acrescentou brincando: "Talvez você pudesse chamar isso de Gaahlismo". Ele reiterou essa crença no documentário True Norwegian Black Metal, quando disse: "O deus dentro de si mesmo é o único deus verdadeiro". Em uma entrevista para o documentário Metal: A Headbanger's Journey, quando era o vocalista do Gorgoroth, Gaahl foi perguntado sobre o que inspirava a música da banda, e sua única resposta foi "Satanás". Quando perguntado sobre o que Satanás representava, ele novamente respondeu com uma única palavra: "Liberdade".

Gaahl explicou seu uso de temas satânicos:
"Usamos a palavra 'satanista' porque é um mundo cristão e precisamos falar a língua deles. Para o mundo, eu sou um satanista, o que significa resistência a tudo que o prende. [...] Quando uso a palavra 'Satanás', significa a ordem natural, a vontade de um homem, a vontade de crescer, a vontade de se tornar o super-homem e não ser oprimido por nenhuma lei, como a igreja, que é apenas uma maneira de controlar as massas."
Quando perguntado se ele foi influenciado por Friedrich Nietzsche em suas crenças e no uso da terminologia "super-homem", Gaahl respondeu: "Para mim, ele não significa nada e eu não tenho muitas coisas em comum com ele. Pessoalmente, eu me concentro em mim mesmo, em meus próprios pensamentos".
Gaahl expressou oposição à Igreja de Satã, descrevendo-a como um grupo de "pessoas fracas se reunindo como ratos, com medo de ficar sozinhas" e acrescentando: "Anton LaVey e seus seguidores são incrivelmente ridículos. É tudo tão infantil. Não vou perder meu tempo discutindo sobre eles."

### Controvérsia sobre incêndio de igrejas e black metal
Quanto ao black metal, Gaahl vê a individualidade como o aspecto mais importante do gênero. Ele descreveu o black metal como "a representação da honestidade sem compromisso" e "uma guerra para aqueles que ouvem o sussurro". Quando questionado no documentário Metal: A Headbanger's Journey (2005) sobre sua opinião sobre os incêndios de igrejas associados ao início da cena black metal norueguesa, Gaahl respondeu:
"Os incêndios de igrejas são, claro, algo que eu apoio cem por cento. Deveria ter sido feito muito mais, e será feito muito mais no futuro. Temos que remover cada rastro do que o cristianismo e as raízes semitas têm a oferecer a este mundo."
No entanto, em uma entrevista controversa de 1995, ele também disse sobre os incêndios de igrejas:
"Bem, pessoalmente, eu não me importo nada com isso, mas temo que possa causar entre as pessoas o medo do niilismo e das visões anticristãs que o black metal representa, e dessa forma levar pessoas neutras a sucumbirem ao cristianismo porque é isso que elas aceitam e não querem perder. Acho que é o caminho errado a seguir."

### Política
Gaahl afirma que não possui um conjunto profundo de crenças políticas e que seu círculo de amigos inclui tanto pessoas de direita quanto de esquerda.
"Essas são coisas relacionadas ao passado e ao ambiente em que me encontrei na época. No início dos anos 90, havia todas essas gangues de jovens diferentes na Noruega, e uma coisa levou à outra. Eu estava envolvido em brigas de gangues e tinha falsos amigos [...] Não havia disposição política - nem comigo, nem com nenhum dos meus amigos. Mas você tinha que professar lealdade a um certo grupo se quisesse se defender e não levar uma surra. [...] Mas definitivamente houve mudanças e uma evolução no meu pensamento. Sou uma pessoa diferente hoje."
Em uma entrevista de 2013, Gaahl falou sobre liberdade de expressão: "Você deveria poder dizer o que quiser, é a única maneira de evoluir. Se negarmos a alguém uma opinião, não podemos crescer [...] No entanto, as pessoas também devem ser capazes de enfrentar as consequências de expressar suas opiniões. [...] Que tipo de pessoa você é se não permite que as pessoas falem contra você?"

## Discografia

### Gorgoroth
- Destroyer (1998)
- Incipit Satan (2000)
- Twilight of the Idols (2003)
- Ad Majorem Sathanas Gloriam (2006)

### Trelldom
- Disappearing of the Burning Moon (1994)
- Til Evighet (1995)
- Til et Annet… (1998)
- Til Minne... (2007)

### Gaahlskagg
- Split with Stormfront (1999)
- Erotic Funeral (2000)

### Sigfader
- Sigfaders Hevner (1999)

### Gaahls WYRD
- Bergen Nov '15 (EP) (2017)
- GastiR - Ghosts Invited (2019)